# Orsilochos (Sohn des Alpheios)
Orsilochos (altgriechisch Ὀρσίλοχος Orsílochos), auch Ortilochos (Ὀρτίλοχος Ortílochos) ist in der griechischen Mythologie ein Sohn des Flussgottes Alpheios und König der messenischen Stadt Pharai.
Bei Homer wird er nur als Sohn des Flussgottes genannt, er ist der Vater des Diokles, welcher die Söhne Krethon und Orsilochos hat. Pausanias berichtet von einem messenischen Mythos, nach dem die Mutter des Orsilochos Telegone, die Tochter des Gründers von Pharai Pharis, ist. In Scholien werden außer Diokles noch Dorodoche, die Gattin des Ikarios und Mutter der Penelope, und Medusa, die Gattin des korinthischen Königs Polybos, genannt.